# FK Tuzla City
El FK Tuzla City (en español: Club de Fútbol Ciudad de Tuzla) es un club de fútbol ubicado en Tuzla, Bosnia y Herzegovina. Compite en la Liga Premier de Bosnia y Herzegovina. Fue fundado en 1955.

## Historia
El club fue fundado en 1955. En la temporada 2017–18 se coronaron campeones y fueron promovidos a la Liga Premier de Bosnia y Herzegovina por primera vez en su historia. El 18 de junio de 2018, cambió su nombre de FK Sloga Simin Han al de FK Tuzla City.

## Datos del club

### Palmarés
| Competición nacional                | Títulos          |
| ----------------------------------- | ---------------- |
| Primera Liga de la Federación (1/0) | 2017–18          |
| Segunda Liga de la Federación (2/0) | 2014–15, 2015–16 |

## Participación en competiciones de la UEFA
| Temporada | Torneo                 | Ronda         | Club      | Casa | Visita | Global |
| --------- | ---------------------- | ------------- | --------- | ---- | ------ | ------ |
| 2022-23   | UEFA Conference League | Primera ronda | Tre Penne | 6–0  | 2–0    | 8–0    |
| 2022-23   | UEFA Conference League | Segunda ronda | AZ        | 0–4  | 0–1    | 0–5    |